# Europa latină
      Țări unde limbă romanică este oficială sau cooficială la nivelul național
      Țări unde limbă romanică este oficială sau cooficială la nivelul regional
      Țări unde limbă romanică, deși neavând nicio recunoaștere oficială, este vorbită la nivelul național

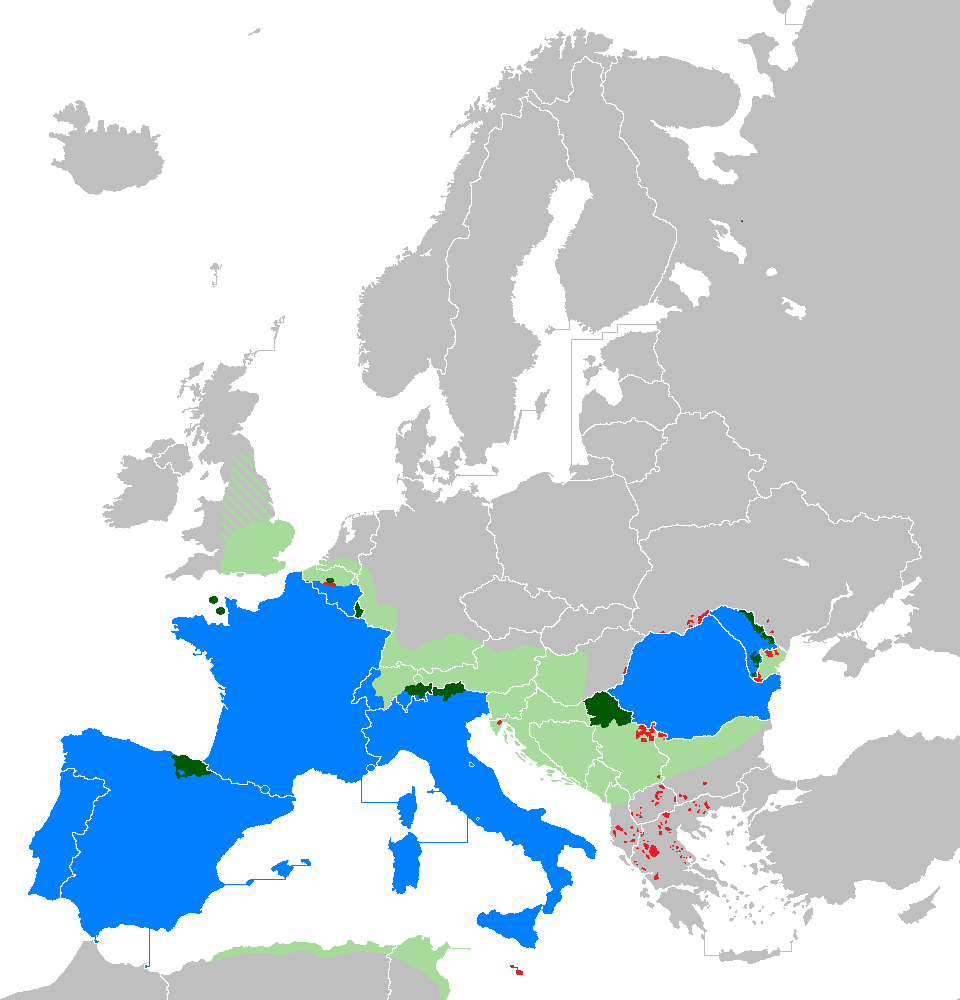
Țări europene vorbitoare de limbi romanice.
Țări unde limbă romanică este oficială sau cooficială la nivelul național
Țări unde limbă romanică este oficială sau cooficială la nivelul regional
Țări unde limbă romanică, deși neavând nicio recunoaștere oficială, este vorbită la nivelul național

Europa latină (italiană/portugheză/spaniolă: Europa latina; franceză: Europe latine) este formată din acele state și regiuni ale Europei în care se vorbește o limbă romanică și care au o cultură distinctă față de culturile germanică și slavă. Termenii Civilizație latină, Civilizație germanică și Civilizație slavă pot fi, de asemenea, folosiți.
Cultura Europei neolatine se bazează pe cea romană, mai precis: latină. Țări latino-europene sunt: Andorra, Franța, Italia, R. Moldova, Monaco, Portugalia, România, San Marino și Spania. Și câteva regiuni din alte țări pot fi considerate ca făcând parte din aceasta, cum ar fi: Valonia în Belgia și cantoanele francofone, italofone și retoromanofon (Cantonul Grisunilor) din Elveția. Multe dintre aceste țări sunt membre ale Uniunii Latine.
În termeni geografici, Europa latină este situată în sud-vestul Europei (incluzând Franța, Italia, Portugalia și Spania și, ocazional, regiuni vorbitoare de limbi romanice din țările vecine), dar include și România și R. Moldova, care se află în Europa de Est. 
Latinitatea Europei provine de la Imperiul roman: părțile occidentale au fost germanizate, cele din mijloc maghiarizate și numai cele din est (românii/vlahii) și sud și-au menținut latinitatea. 
America Latină este un termen echivalent care se referă la țările din continentul american în care se vorbește o limbă romanică; Țările latino-americane au doar parțial o cultură latină, datorită influențelor precolumbiene și africane, acestea nefiind influențate direct de o cultură romană. Existând o legătură directă doar prin limbă, termenul de Americă Latină este dificil de acceptat de către unii latin-europeni. Utilizarea cuvintelor latin și latino în Statele Unite este considerată de către unii a fi o ignoranță din partea latin-europenilor și, câteodată, chiar jignitoare.